# 새뮤얼 G. 아널드
새뮤얼 그린 아널드 주니어(영어: Samuel Greene Arnold Jr., 1821년 4월 12일~1880년 2월 14일)은 미국의 정치인으로 제6·14대 로드아일랜드주 부지사, 제37대 미국 연방상원의원이다.

## 학력
- ~ 1841 브라운 대학교
- 1841 ~ 1845 하버드 법학대학원

## 경력
- 1852.05 ~ 1853.05 제6대 로드아일랜드 부지사
- 1861.05 ~ 1862.12 제14대 로드아일랜드 부지사
- 1862.12 ~ 1863.03 제37대 로드아일랜드주 연방상원의원

## 역대 선거 결과
| 선거명        | 직책명                        | 대수 | 정당   | 득표율 | 득표수 | 결과 | 당락                         |
| ------------- | ----------------------------- | ---- | ------ | ------ | ------ | ---- | ---------------------------- |
| 1852년 선거   | 로드아일랜드 부지사           | 6대  | 휘그당 | 0%     | 표     | 1위  | 로드아일랜드 부지사 당선     |
| 1861년 선거   | 로드아일랜드 부지사           | 14대 | 공화당 | 0%     | 표     | 1위  | 로드아일랜드 부지사 당선     |
| 1862년 재선거 | 상원의원 (로드아일랜드 제1부) | 37대 | 공화당 | 87.65% | 71표   | 1위  | 로드아일랜드주 상원의원 당선 |